# Henry Douglas-Scott-Montagu
Henry John Douglas-Scott-Montagu (ur. 5 listopada 1832 w Dalkeith, zm. 4 listopada 1905 w Beaulieu) – brytyjski arystokrata i polityk, młodszy syn Waltera Montagu-Douglasa-Scotta, 5. księcia Buccleuch, i lady Charlotte Anne Thynne, córki 2. markiza Bath.
Kształcił się w Eton College. W latach 1861–1868 był członkiem Izby Gmin z okręgu Selkirkshire, zaś w latach 1868–1884 z okręgu South Hampshire. W 1885 r. otrzymał tytuł barona Montagu of Beaulieu, dzięki któremu zyskał prawo do zasiadania w Izbie Lordów. W latach 1890–1892 sprawował urząd Łowczego w New Forest. Od 1885 r. był honorowym pułkownikiem 4 regimentu Hampshire Rifle Volunteers.
4 sierpnia 1865 r. w Londynie, Henry poślubił Cecily Stuart-Wortley-Mackenzie (zm. 2 maja 1915), córkę Johna Stuarta-Wortley-Mackenziego, 2. barona Wharncliffe, i Georgiany Ryder, córki 1. hrabiego Harrowby. Henry i Cecily mieli razem trzech synów i córkę:
- John Walter Edward Douglas-Scott-Montagu (10 czerwca 1866 - 30 marca 1929), 2. baron Montagu of Beaulieu
- Robert Henry Douglas-Scott-Montagu (30 lipca 1867 - 1 lutego 1916), ożenił się z Alice Fisher, nie miał dzieci
- Rachel Cecily Douglas-Scott-Montagu (ok. 1870 - 12 kwietnia 1962), żona Henry’ego Forstera, 1. barona Forster. Miała dzieci
- James Francis Douglas-Scott-Montagu (6 lutego 1873 - 2 marca 1874)